# Quinto Sulpício Camerino (cônsul em 9)
Quinto Sulpício Camerino (em latim: Quintus Sulpicius Camerinus) foi um político romano da gente Sulpícia eleito cônsul em 9. É famoso principalmente por ter composto um poema sobre a conquista de Troia por Hércules. Ovídio escreve sobre este poema em "Ponto memoravit". Quinto Sulpício Camerino Pético, cônsul sufecto em 46, era seu filho.